# 굉 (대사농)
굉(宏, ? ~ ?)은 전한 후기의 관료이다. ‘굉’은 이름자로, 성씨는 알 수 없다.

## 생애
초원 원년(기원전 48년), 대사농에 임명되었다.

## 출전
- 반고, 《한서》 권19하 백관공경표(百官公卿表) 下

| 전임 연 | 전한의 대사농 기원전 48년 ~ 기원전 47년? | 후임 충랑 |